# Медаль за участь в російсько-японській війні
Медаль за участь в російсько-японській війні (офіційна назва — Медаль за участь у військовій кампанії 37-38 років Мейдзі) — нагорода Японської імперії.

## Історія
Медаль була заснована імператорським указом № 51 від 31 березня 1906 року. Нею нагороджували всіх військовослужбовців армії та флоту Японії, які брали участь у Російсько-японській війні. Медаллю нагороджували й посмертно, у цьому випадку нагороду передавали близьким родичам.

## Опис
Медаль виготовлена із світлої бронзи. Підвіска шарнірного типу, з планкою, з написом «дзюгун кісе» («Військова медаль»). Діаметр — 30 мм, товщина — 2.8 мм, планка — 36 х 8 мм, ширина стрічки — 37 мм. На аверсі зображені схрещені прапори армії та військово-морських сил Японії, над ними імператорський герб — хризантема, під прапорами у нижній частині медалі гербовий знак — павловнія. На реверсі — обрамлений гілками пальми і лавра японський шит, з написом ієрогліфами «Військова кампанія 37-38 років Мейдзі» (1904—1905). До моменту заснування медалі пальма і лавр як традиційні символи були характерними для нагородних систем країн Заходу і раніше японцями не використовувалися.
Стрічка з муарового шовку, зелена з білими краями, з додаванням блакитної смуги по центру, що символізує військові перемоги на морі.  Медаль видавалась у спеціальній дерев'яній лакованій коробочці разом з паперовим сертифікатом у форматі 424 х 335 мм.

## Галерея

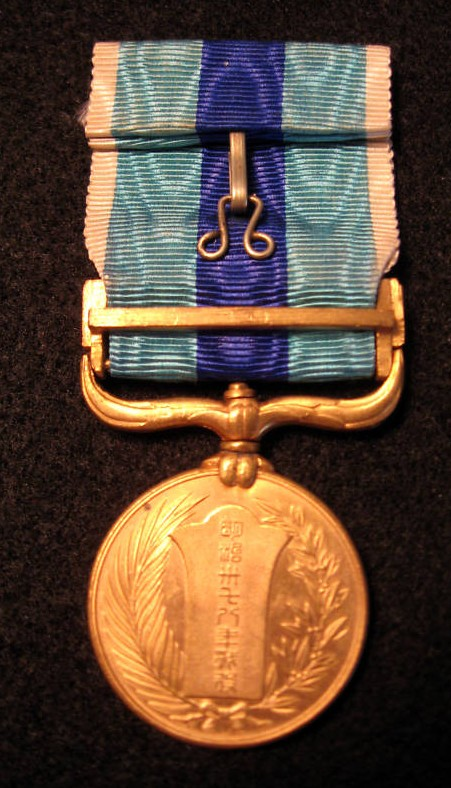
Реверс.
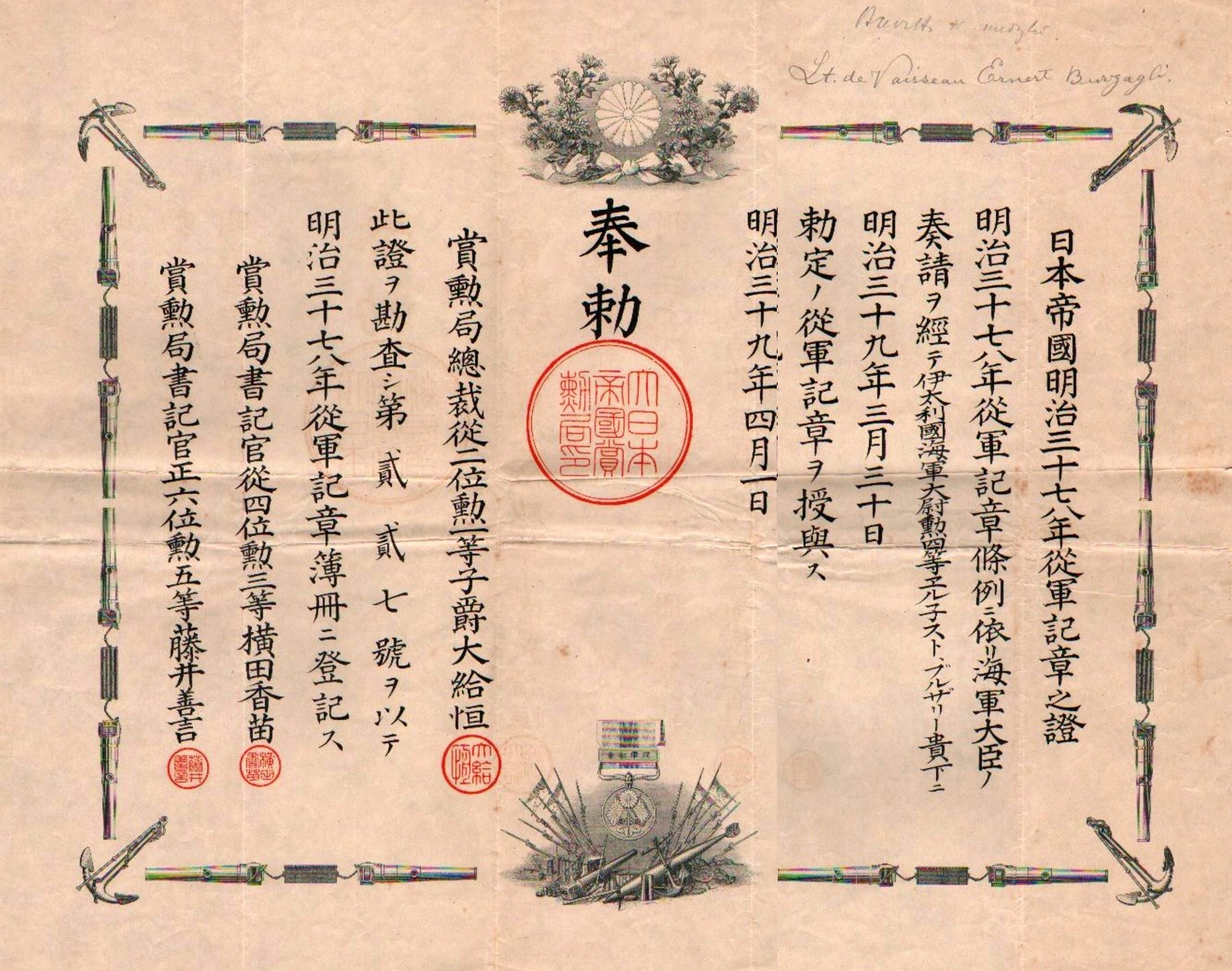
Сертифікат до медалі, врученої Ернесто Бурцальї.